# Seed Co
Seed Co, Schreibweise auch SeedCo, ist ein afrikanisches Agrarunternehmen mit Hauptsitz in Simbabwe. Es entwickelt in erster Linie verbessertes Saatgut für Mais, Sojabohnen und Weizen. Seed Co operiert primär in Süd- und Ostafrika. CEO ist Morgan Nzwere.

## Geschichte
Seed Co wurde 1940 als Seed Maize Association (SMA) gegründet.
2006 verband sich SeedCo mit der Cotton Company of Zimbabwe (Cottco), dem größten Baumwollhandelsunternehmen der Region Subsahara. Im Jahr 2014 verkaufte Aico Africa, die Mutterfirma von SeedCo und Cottco, wegen finanzieller Schwierigkeiten einen Minderheitsanteil von SeedCo an das französische Saatgutunternehmen Vilmorin, das zum Limagrain-Konzern gehört. Der Anteil von Vilmorin wurde 2015 auf rund 30 % erhöht. 2014 verkaufte SeedCo außerdem 49 % der ihr bisher zu 100 % gehörenden Tochtergesellschaft Quton, dem einzigen Baumwollsaatgut-Produzenten in Afrika, an das indische Unternehmen Maharashtra Hybrid Seeds Company (Mahyco), an dem Monsanto einen Anteil von 28 % hält. 2015 verkaufte Aico einen Anteil von 49 % an der weiteren Tochtergesellschaft Olivine Industries, einer der größten simbabwischen Hersteller von Konsumprodukten auf Pflanzenölbasis, an den singapurischen Agrarkonzern Wilmar International, der aber nicht wie erwartet in den Betrieb investierte, sondern ihn stilllegte. Im Zuge der Anteilverkäufe wurde Aico Africa umbenannt in Cottco Holdings. 2015 wurde Prime Seeds, einer der größten Produzenten von Gemüsesaatgut in Zimbabwe, von Seed Co übernommen.

## Struktur
Seed Co ist eine Holding. Sie besitzt Unternehmen in unter anderem Simbabwe, Sambia, Botswana, Malawi, Tansania und Kenia, und hat Standorte in weiteren süd- und ostafrikanischen Ländern.

## Produkte
Seed Co hat bis heute 32 Mais-Hybridsorten auf den Markt gebracht. Zudem entwickelt und vermarktet das Unternehmen zertifiziertes Saatgut für Baumwolle, Weizen, Sojabohne, Gerste, Sorghum und Erdnuss. Die Sorten werden an eigenen Forschungsstationen entwickelt. Die Saatgutvermehrung übernimmt ein Netzwerk von Produzenten.
Seed Co hat signifikante Marktanteile in Simbabwe (65 %), Sambia (43 %), Tansania (40 %) und Malawi (53 %). Der Umsatz im Jahr 2009–10 betrug 77 und der Gewinn 13,3 Millionen US-Dollar.